# 立教英国学院
立教英国学院（りっきょうえいこくがくいん）はイギリスのロンドン南方にあるギルフォード近郊に所在し、日本の文部科学省認可の日本の私立在外教育施設である。イギリスの教育省からもインデペンデント・スクールとして認定されている。小学部（第5学年・第6学年）、中学部、高等部（男女共学・全日制普通科）が設置されている。
1972年設立。日本の文部省認可の最初の私立在外教育施設である。全寮制。立教大学の系属校であり、2019年度より立教大学への推薦入学枠が25名（学年の半分以上）に拡大され、2025年度より大学と定めた推薦条件を満たせば、人数の制限なく進学可能となった。英国国教会の流れを汲む日本聖公会に属し、英国のパブリックスクールの伝統を受け継いでいる。
授業は、日本の文部科学省の学習指導要領に基づくカリキュラムに加えて、イギリス人による少人数制の英会話授業などがある。

## 概要
設立当時、イギリスに日本人学校は一つもなく、海外在住の子女が現地の学校に通い、日本のことを知らずに大人になっていくことを憂い、海外でも日本の教育を受けられるようにと、立教大学元教授、立教高校元校長の縣康（あがたやすし）により1972年4月5日設立。
当時、イギリスは外国人のための外国人学校を認めていなかったが、本校が英国国教会に則っていることが評価され、本校は例外として設置が許可された。日本の文部省認可の最初の私立在外教育施設である。
校舎は、元は資産家の館、その後はホテルとしても使用されていたところを買い取ったので、最初はほんの数棟しかなく、現在のような教室棟は全くなかった。各建物には設立時に主教から祝福を受けた証のプレートが貼られており、完成した年を知ることができる。
本校を創る目的は二つあったという。一つは日本の次世代を担う若者に国際的な素養を身に付けさせること、もう一つは外国で暮らす日本人駐在員子弟のために日本のカリキュラムに沿った教育を施すために、キリスト教に基づいた教育をすることである。本校創設者で初代校長の縣康は、日英の懸け橋として本校が果たす役割を明確に提示し、広く世界のために尽くすことのできる生徒の育成を本校の目標とした。
小5から高3まで設置されており、全寮制である。日本の文部科学省の学習指導要領に基づく日本人教員による授業が行われる。また科目によりイギリス人教員による授業も行われる。
各ホームルームは基本的に10名〜30名の生徒で構成されている。
日本の帰国子女入試を含む大学受験指導、イギリスの大学への進学指導が行われている。系属校である立教大学への推薦入学枠がある。
中等部・高等部の入試の他、小5から高3の各学年で随時編入試験も行われている。募集定員は全校の在籍生徒数や寮の収容力、編入学試験の入学予定者数で決まる。募集人員以内でも本校の教育水準に達しない場合は合格にならない。

## 歴史
- 1972年 - 立教大学元教授、立教高等学校元校長の縣康（あがたやすし）が、サリーとウェスト・サセックスの境界線上にあるマナー・ハウス（領主館）を購入し小学部を開校（19名でスタート。）。
- 1973年
  - 中学部開校。
  - エレノア・メアリー・フォスが第2代校長に就任。
- 1974年 - 関屋正彦が第3代校長に就任。
- 1975年 - 小・中学部が文部省より在外教育施設に指定される。
- 1976年 - 高等部開校。
- 1977年
  - イギリスの教育省にインデペンデント・スクールとして認可される。
  - 宇宿昌洋が第4代校長に就任。
- 1978年
  - 高等部も文部省より在外教育施設に指定される。
  - 新館（教室棟およびチャペル、現男子寮）落成。
- 1985年 - ニューホール（食堂兼講堂）落成。
- 1986年 - チャペル（現武道場）、教室棟落成。
- 1992年 - 文部省より在外教育施設の認定を受ける。
- 1993年 - 教室棟およびチャペル、教員室及び図書館棟、体育館落成。
- 1994年 - GCSE Scienceコース導入。
- 1995年 - 理科実験棟落成。
- 1997年 - 倉品衛が第5代校長に就任。
- 1999年 - 400メートル全天候型陸上競技場完成。
- 2005年 - 東牧雄が第6代校長に就任。
- 2009年 - 棟近稔が第7代校長に就任。
- 2015年 - ガーデンハウス建て替え。女子寮として使用開始。
- 2017年 - 佐藤忠博が第8代校長に就任。
- 2019年 - 岡野透が第9代校長に就任。

## 環境
「英国の庭」と呼ばれる南英の小高い丘の上に所在する。寄宿寮からはサウスダウンズと呼ばれる丘陵地帯を見渡せる。
辺り一帯は緑豊かなカントリーサイドで牛や羊が草を食む牧草地が広がっている。東京ドーム約23個分の校内には100年を超す古い建物から最新設備を誇るガラス張りの管理棟まで大小様々な建物が点在する。
整備の行き届いたサッカーピッチと8面のテニスコート、400メートル全天候型陸上競技場がある。
リスやウサギはもとよりキツネや鹿、ハリネズミやタヌキなどが出没する。

## 教育
土曜日は午前中授業がある。金曜日は午前中授業で、午後は全員でスポーツをするフライデースポーツの時間となっている。
全寮制を活かし、夜は自習時間がある。高学年は夜の授業もある。教員が学校に残って学習の質問に答えている。

### 進路指導
高2から理系・文系に分かれ、文系はさらに国立受験・私立受験・英国大学進学に合わせて授業選択ができる。
イギリスの大学への進学希望者には必要に応じてイギリス人教員が個別に指導している。

### 英語教育
通常の英語授業に加え、全生徒に週4時間、イギリス人によるEC (English Communication) の授業がある。ケンブリッジ英語検定合格を目指して少人数のグレード別クラスでこの授業は展開されている。

### イギリス人教員による授業
イギリス人理科教員により、中1・2では理科の授業、中3～高2ではIGCSE Biology（生物）の授業 (I.G.C.S.E.) がある。
高2・高3文系コースにはイギリス人によるHistory（社会）やEnglish Literature、Critical Thinkingの授業も設定されており、週14時間は英語またはイギリス人教員による授業を選択できる。
他にも美術・音楽の授業はイギリス人教員が担当している。

## 休暇期間中のホームステイ
イギリスの学校では、1学期半ば（5月下旬～6月上旬の1週間）にハーフタームという1週間の休みの期間がある。この間本校は閉鎖となり、児童生徒は家族の元へ帰宅するか、希望者はイギリス人の家庭にホームステイすることができる。ただし、新入生に関しては、自宅に戻ってリフレッシュすることになっている。
ホームステイは、ハーフタームの他、夏期休暇、春期休暇に行うことが可能となっている。

## 寮
男子寮が2棟、女子寮が4棟ある。
寮部屋は4～6名の部屋が多く、一人部屋はない。男子寮は設備も劣悪だという声もあるが改善の予定はない。
ルームメイトは基本的に同学年、同年齢である。1人になりたい時のために、Quiet room（静かな部屋）が用意されている。

### 寮での課業
夕食後にホームルームがある。高学年はホームルーム後も1～3時間の授業がある。

### 食事
基本はイギリス式で、週に2回は日本食である。すべてイギリス式テーブルマナーに則り、全員が席に着いて摂る。
一日に3回、ブレイクと呼ばれる時間があり、飲み物、ビスケット、果物等を食堂で無料で出している。また、生徒会が運営するスクールショップ（売店）で、一定額のお菓子を購入することができる。児童生徒が世界各地から来ているため、公平を期す意味で、外部からのお菓子の持込は認めていない。

### 外出
本校は近隣の町や村から離れた場所にあり、外出をするためには車の手配が必要である。土曜日の午後には希望制で近くのクランレーの村まで飲み物代等のお小遣いを持って、外出をすることができる。
生徒会は学期に1度程度、ギルフォードの町等へのショッピングを企画している。1学期のハーフターム中にホームステイをしている高校生以上の生徒は、ロンドンまで外出することも可能である。

## 学校行事
ロンドンや、近郊の町や村に外出をする年4回の遠足（アウティング）を行っている。
ケンブリッジ研修、現地校短期留学（年度によって機会の増減がある）等のプログラムがある。

## 主な卒業生
※ (3) は中学部のみ
- 梶原みずほ（朝日新聞社記者）
- 久野和禎（実業家）
- 片山耕 (3)（俳優、音楽家）
- 田中理佐（元女優、石原伸晃の妻）
- 野口健（登山家）
- 小坂文乃（日比谷松本楼代表取締役社長）
- 東野篤子（国際政治学者）（転校）
- 石川明人（宗教学者）
- 御手洗大祐（rakumo創業者）
- ケン・ロイド（ミュージシャン）
- 野村裕基（狂言師）
- 鯰博行（東京大学、外務省、アジア大洋州局長）
- 赤石浩一 (3)（東京大学、経産官僚、デジタル庁デジタル審議官）
- 松井彰彦（3）（東京大学、経済学者、東京大学教授）
- 水越英明 (3)（東京大学、外務省、在スリランカ日本国大使館特命全権大使）
- 山本浩一 (3)（東京大学、電通）
- 野口絵子(3)（登山家）